# 정원섭 (음악인)
정원섭(丁元燮)은 판소리 명창 정정렬의 동생으로 자신도 판소리 명창으로 유명했다. 월북한 여성 전통 예술인 임소향(林素香, 1918년생)을 가르치기도 했다.